# 677
677 (DCLXXVII na numeração romana) foi um ano comum do século VII, do Calendário Juliano, da Era de Cristo, teve início a uma quinta-feira e terminou também a uma quinta-feira, sua letra dominical foi D.
| ano completo                        |
| ----------------------------------- |
| Ano comum com início à quinta-feira |